# 萩原進

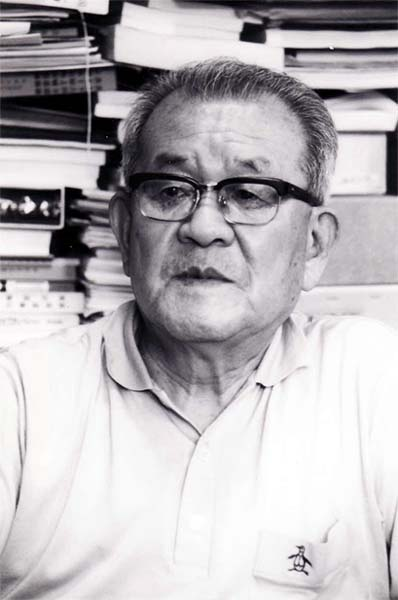
晩年の萩原進（1988年7月撮影）

萩原 進（はぎわら すすむ、1913年〈大正2年〉7月23日 - 1997年〈平成9年〉1月20日）は、日本の歴史学者。群馬県吾妻郡長野原町出身。群馬県の郷土史研究に従事。群馬県議会図書室長、前橋市立図書館長を歴任。

## 来歴
1913年（大正2年）、群馬県吾妻郡長野原町の農業兼雑貨商の父茂一・母いはの第三子（長男）として生まれる。1934年（昭和9年）群馬県師範学校を卒業し、群馬県内の小学校訓導・教諭・教頭を経て、群馬県農業会主事・群馬県議会図書室長・前橋市立図書館長を歴任。その間、群馬県図書館協会副会長、全国公共図書館理事、また「みやま文庫」理事兼編集委員長や「群馬県文化事業振興会」常任理事、群馬県芸術文化協会長、前橋刑務所篤志面接委員や読売新聞選挙浄化委員、1987年（昭和62年）には群馬県史編纂専門委員長としてその完成に尽力、1984年（昭和59年）に群馬県文化財保護審議会長をつとめた。

## 業績
群馬県の郷土史研究に従事。群馬県師範学校在学中、千々和実を指導教官として群師史学会を組織し会長となった。千々和実と共篇により「高山彦九郎全集全4巻を刊行、浅間山の研究・著作にも精力を傾け、「浅間山風土記」「天明三年浅間山噴火史」を経て「浅間山天明噴火史料集成（Ⅰ～Ⅴ）」を完成させた。

## 受賞・受章歴

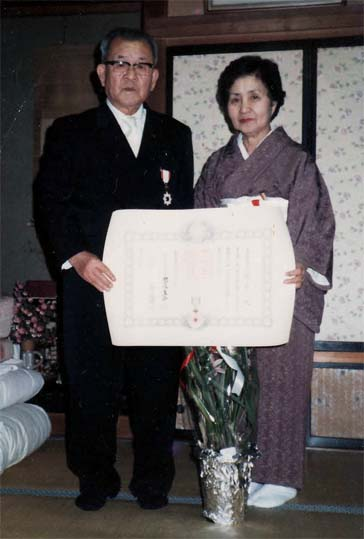
叙勲時に愛妻ふみ（1918年2月24日 - 2008年7月9日）と（自宅にて）

- 1972年 学制発布百年記念式典表彰（文部省）[3]
- 1973年 群馬県政功労者表彰[3]
- 1981年 上毛新聞出版文化賞特別賞[3]
- 1983年 高橋元吉文化賞[3]
- 1983年 勲五等双光旭日章[1][3]

## 主な著作
- 『浅間山風土記』煥乎堂、1942年。
- 『高山彦九郎全集』全4巻、千々和実と共著、高山彦九郎遺稿刊行会、1943年‐54年。
- 『草津温泉史』文進社、1948年。
- 『万座温泉風土記』文進社、1948年。
- 『群馬県金融史』群馬大同銀行、1952年。
- 『上毛裏がえ史』群馬情報社、1956年。
- 『群馬県史明治時代（Ⅰ-Ⅴ）』高橋書店、1959年。
- 『あがつま史帖』西毛新聞社、1963年。
- 『群馬県遊民史』上毛新聞社、1965年。
- 『上州人（上下）』上毛新聞社、1965年。
- 『下長磯操翁式三番叟人形』前橋市教育委員会、1971年。
- 『上州よもやま話－NHK前橋放送から－』〈みやま文庫39〉みやま文庫、1971年。
- 『足尾鉱毒事件』上毛新聞社、1972年。
- 『群馬県人』新人物往来社、1975年。
- 『歴史の振子』あさを社、1975年。
- 『草津温泉誌』第1巻 草津町誌編さん委員会編、尾崎喜左雄、萩原進、川合勇太郎著、草津町役場、1976年。（「中世の草津」を担当）
- 『郷土歴史人物事典 群馬』第一法規出版、1978年。
- 『萩原進著作集』東京国書刊行会、1981年。
- 『浅間山天明噴火史料集成（1-5）』群馬県文化事業振興会、1985年。
- 『緑蔭史話』〈みやま文庫106〉みやま文庫、1987年。
- 『上州人事業化列伝』群馬県経済研究所、1988年。
- 『碓氷峠』（増補新装版）、有峰書店新社、1989年。ISBN 4870451816
- 『山村暮鳥』〈みやま文庫112〉みやま文庫、1990年。
- 『群馬の郷土芸能・下』〈みやま文庫127〉みやま文庫、1993年。
- 『高山彦九郎読本』群馬県出版センター、1993年。ISBN 4906366198
- 『その人その人生 下村善太郎・下村善右衛門伝』下村善太郎同善右衛門伝記刊行会、1993年。
- 『炎の生糸商人中居屋重兵衛』（新版）、有隣堂、1994年。ISBN 4896600215
- 『爪跡一路』むそじ刊行会、1995年。遺著。巻末に編著書・撰文碑所在各目録、年譜他の記載あり。国立国会図書館・群馬県下の主な公立図書館所蔵